# 白瓶子草
白瓶子草（学名：Sarracenia leucophylla）为瓶子草属食虫植物。其种加词“leucophylla”来源于希腊文“leukos”和“phyllon”，意为“白色的叶子”。白瓶子草分布于美国墨西哥湾沿岸，大部分位于阿巴拉契科拉河以西。白瓶子草捕虫瓶长度高度可变，可高达100厘米，也可矮至30厘米。

## 形态特征
白瓶子草捕虫瓶大小与颜色的可变性较高。捕虫瓶直立，通常长40至70厘米，少数植株的叶片可长达100厘米。其下部与中部细长，上部为漏斗形。瓶盖宽，边缘呈波浪状。翼宽2至8毫米，靠近瓶口处较窄，基部较宽。捕虫瓶常见为上半部具白色网隙与绿色或红色网纹。夏初，白瓶子草会长出数片非食虫性的剑形叶。
白瓶子草的花朵直径4至7厘米。花瓣末端圆，长3至5厘米，绯红色至栗色。萼片尖，栗色。雌蕊伞状，红绿色。其果荚为瓶子草属内唯一后裂的。花茎可长达60厘米。

## 生态关系
白瓶子草的分布范围为佐治亚州西南、阿拉巴马州和密西西比州东南部及佛罗里达走廊。
春天，白瓶子草开花后长出的捕虫瓶较小。盛夏则会出现非食虫性的剑形叶。初秋，其则会长出尺寸最大的捕虫瓶。
因白瓶子草外形绚丽而受盗采。即便这种植物的人工繁殖已经高度商业化，仍然有不少具有特殊性状的白瓶子草成为栽培者争相收集的目标。但实际上对于白瓶子草的威胁为墨西哥湾沿岸发展造成的特殊原生地丧失。

## 种植方法
白瓶子草不耐受积水环境，需要在保持土壤含水量的同时，又要保证土壤排水良好。尽管白瓶子草的自然分布地位于美国南部，但白瓶子草仍非常耐寒，可于温度低至-20℃的环境下顺利过冬。